# Chris Dawes
Christopher Dawes (Kingston, 31 maggio 1974) è un ex calciatore giamaicano, di ruolo centrocampista.